# إيميت فورست برانش
إيميت فورست برانش هو محامي وسياسي أمريكي، ولد في 16 مايو 1874 في مارتينسفيل في الولايات المتحدة، وتوفي بنفس المكان في 23 فبراير 1932. نشط حزبياً في الحزب الجمهوري. وقد انتخب حاكم إنديانا ‏ (30 أبريل 1924 – 12 يناير 1925) وانتخب عضو مجلس نواب إنديانا ‏.